# Jüdischer Friedhof Dürnkrut

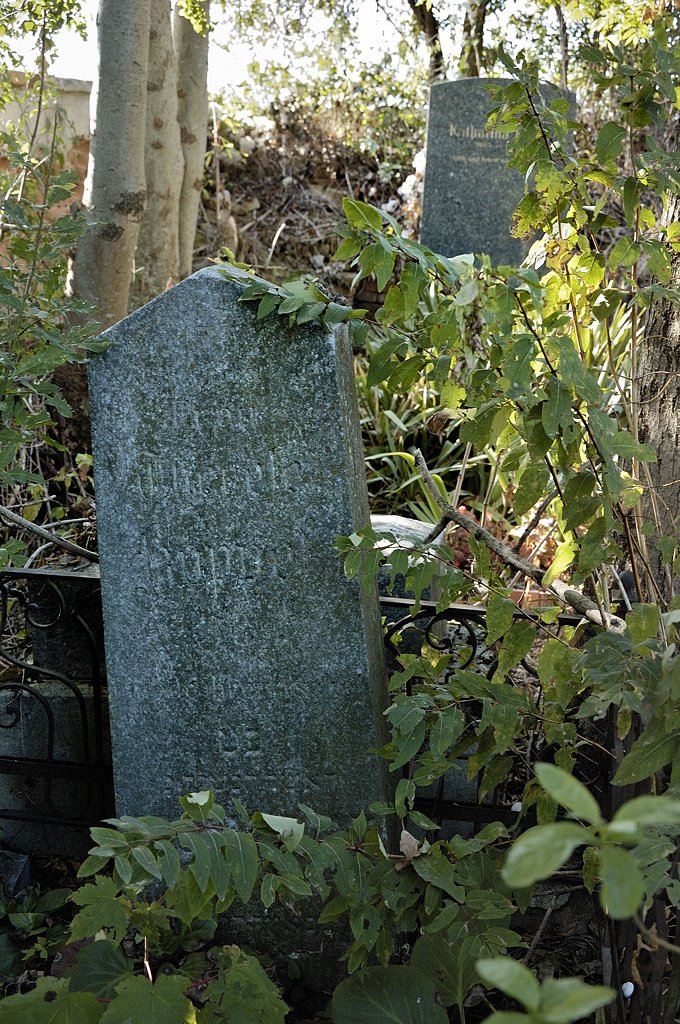
Grabsteine auf dem jüdischen Friedhof in Dürnkrut

Der Jüdische Friedhof Dürnkrut ist ein denkmalgeschützter (Listeneintrag) jüdischer Friedhof in der niederösterreichischen Marktgemeinde Dürnkrut. Der Friedhof wurde 1904 errichtet.
Der 1.661 m² große Friedhof grenzt an den kommunalen Friedhof. Das Grundstück wurde im Jahr 1904 von der Chewra Kadischa der jüdischen Gemeinde Dürnkrut gekauft.